# Dean Court
Dean Court ou Vitality Stadium (por questões de Naming rights), é um estádio de futebol localizado na cidade de Bournemouth, no sul da Inglaterra. O estádio é a casa do AFC Bournemouth, clube que atualmente disputa a 1ª divisão da Inglaterra, a Premier League.

## História
O estádio tradicionalmente leva o nome de seus patrocinadores, por isso já foi conhecido como o Fitness First Stadium. Em julho de 2011, o estádio foi rebatizado de Estádio Seward, após os direitos de nomeação terem sido vendidos ao Seward Motor Group. Após a falência da Seward em fevereiro de 2012, o terreno foi posteriormente rebatizado de Estádio Goldsands, em um contrato de 2 anos. Em 2015 o nome do estádio foi alterado para Vitality Stadium.
Durante o verão de 2013, após a promoção do time à principal categoria do campeonato inglês, uma arquibancada com 2.400 assentos foi construída em uma parte pouco usada do estádio.
Na temporada 2015–2016 disputou a 1ª divisão inglesa, a Premier League, pela primeira vez na história.
O recorde de público do estádio é de 28.799 espectadores, registrado em um jogo da FA Cup contra o Manchester United em 1957.